# Canadian Warplane Heritage Museum

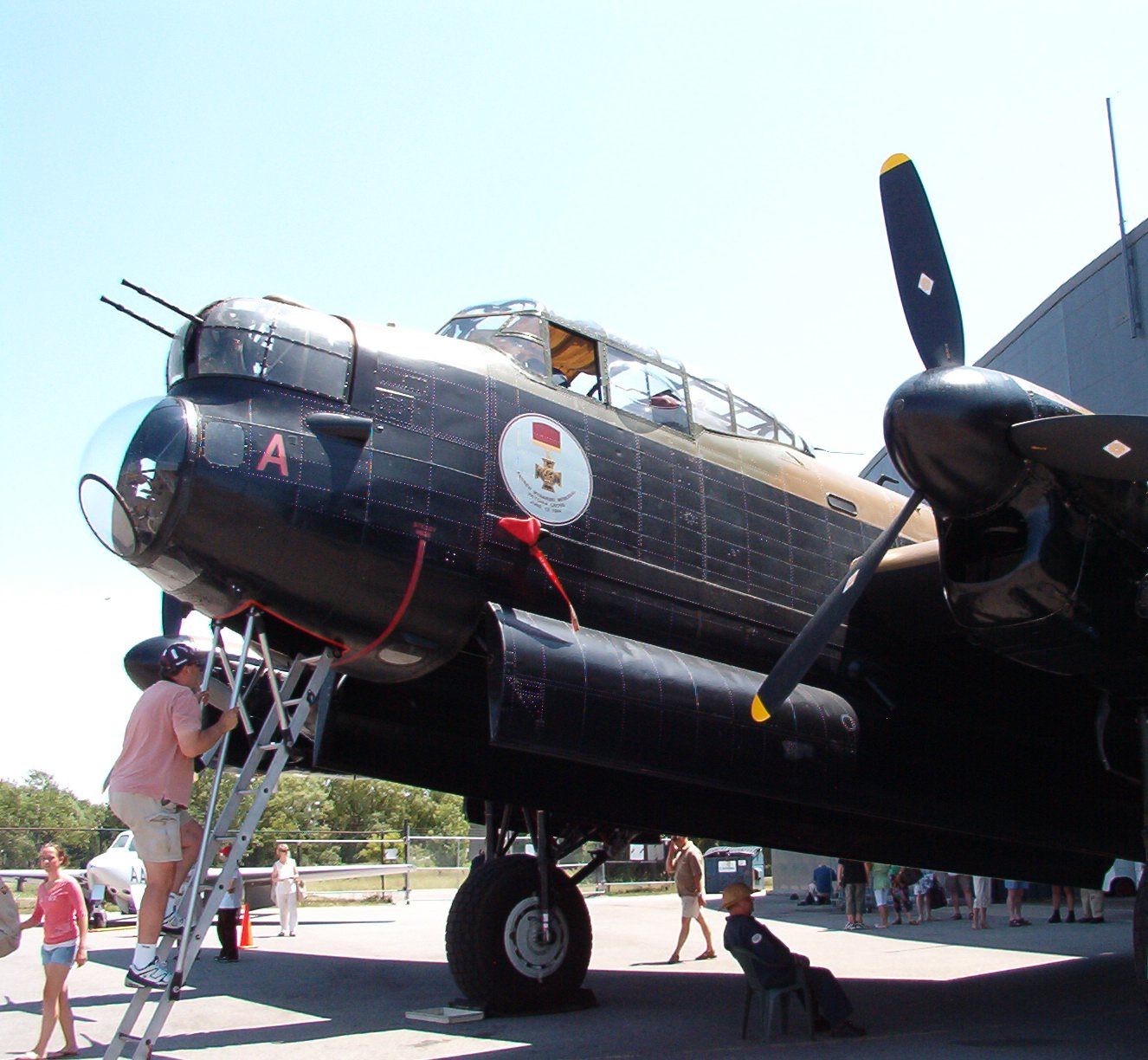
Sprawny Avro Lancaster

Canadian Warplane Heritage Museum – główne muzeum poświęcone lotnictwu w Kanadzie, zlokalizowane na terenie portu lotniczego Hamilton-John C. Munro w Hamilton w Ontario.

## Lista samolotów
Lista niektórych samolotów w muzeum:

### Myśliwce
- Supermarine Spitfire MK XVI
- Hawker Hurricane (model samolotu, oryginał spłonął w hangarze)

### Szkolne i transportowe
- Avro Anson V
- Beech D18S Expeditor
- Cessna T50 Crane
- Douglas DC-3 Dakota
- Grumman G-44A Widgeon

### Myśliwce odrzutowe
- Canadair CF-104 Starfighter
- Lockheed T-33 Silver Star
- De Havilland Vampire
- Lockheed CF-104D Starfighter
- McDonnell CF-101B Voodoo
- Canadair CF-5 Freedom Fighter
- Avro CF-100 Canuck

### Bombowce
- Avro Lancaster
- Bristol Bolingbroke

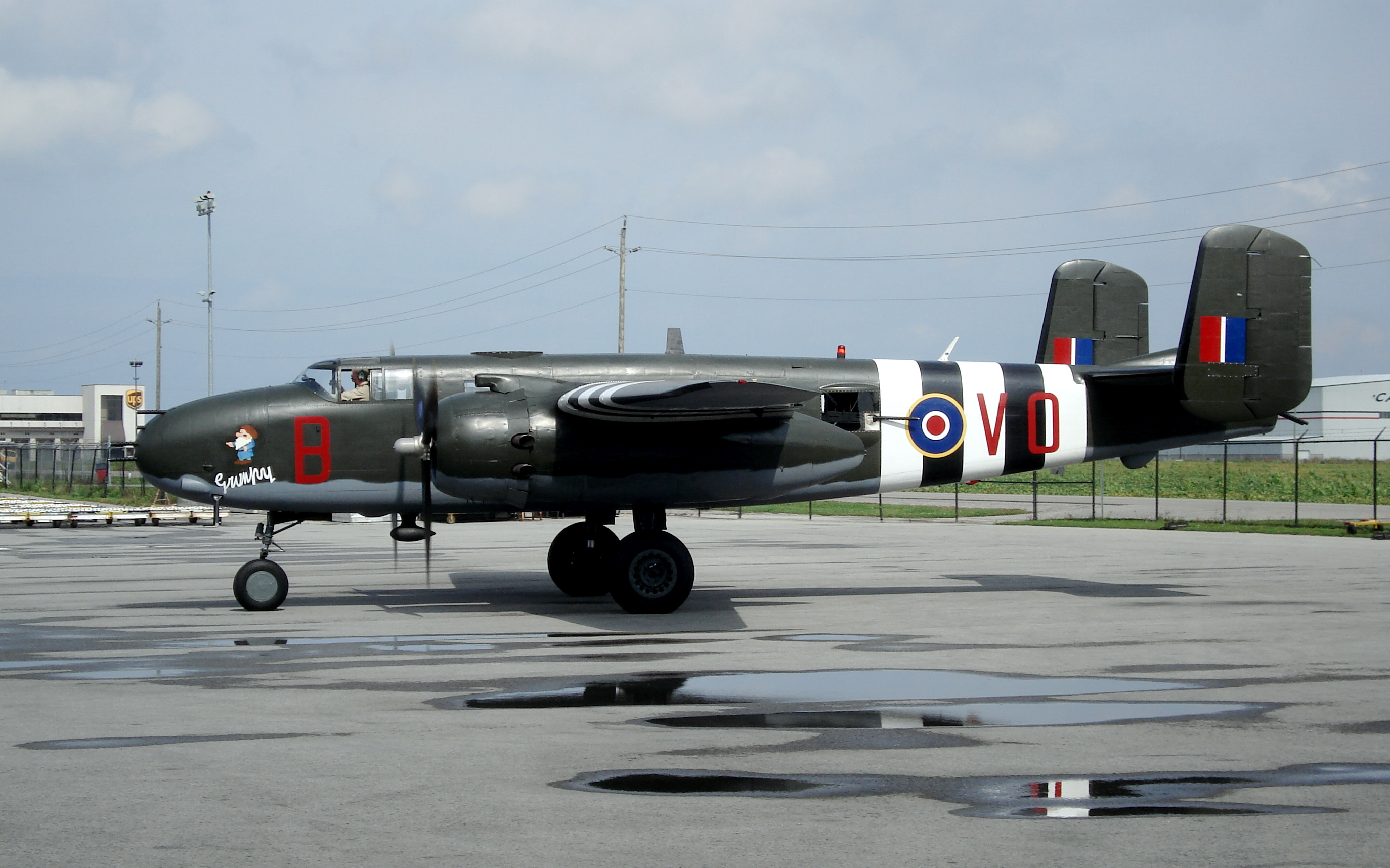
B-25J-35NC 45-8883
Grumpy

- North American B-25J-35NC Mitchell 45-8883
- Consolidated PBY 5A Canso

### Przeciw broni podwodnej
- Grumman S-2 Tracker

### Obserwacyjne
- Fairchild F-24R Argus

### Wsparcia
- Westland Lysander III
- Auster Beagle

### Szkolne jednosilnikowe
- Boeing Stearman PT-17 Kaydet
- de Havilland DHC-1 Chipmunk
- de Havilland 82C Tiger Moth
- Fairchild PT-26B Cornell
- Fleet Finch
- Fleet 21K
- Fleet 60K Fort
- North American Harvard 4
- North American NA-64 Yale